# Semecarpus sandakanus
Semecarpus sandakanus är en sumakväxtart som beskrevs av K.M. Kochummen. Semecarpus sandakanus ingår i släktet Semecarpus och familjen sumakväxter. Inga underarter finns listade i Catalogue of Life.